# إميل غورليتز
إميل غورليتز (بالألمانية: Emil Görlitz) (و. 1903 – 1987 م) هو لاعب كرة قدم من ألمانيا، وبولندا، ولد في آلتنبورغ، شارك في الألعاب الأولمبية الصيفية 1924، مركز لعبه هو حارس مرمى، توفي في آلتنبورغ، عن عمر يناهز 84 عاماً.

## روابط خارجية
- إميل غورليتز على موقع قاعدة بيانات كرة القدم.إي يو (الإنجليزية)
- إميل غورليتز على موقع أوليمبيديا (الإنجليزية)